# Guillaume de Montmirail
Guillaume de Montmirail était un noble français, et a été le premier maire de la ville de La Rochelle, à la suite de son élection en 1199.
Sa nomination fut le résultat du renouvellement, en 1199, par Aliénor d’Aquitaine, de la charte de commune octroyée à La Rochelle par son père, Guillaume X, duc d'Aquitaine, en 1137, ainsi que la concession à la ville de pouvoirs politiques et judiciaires étendus.
D'après Jehan Mérichon, ce magistrat municipal se prénommait Robert, sénéchal du Poitou en 1189 ; mais la charte d'Aliénor d'Aquitaine, découverte à Fontevrault, prouve que le premier maire de La Rochelle était Guillaume de Montmirail, frère ou fils de Robert.
D'après un acte de 1261, il semble que le domaine des Montmirail se trouvait à Mireuil, qui s'est jadis appelé Montmirail (mons mirabilis)[réf. souhaitée].
Une rue de La Rochelle, dans le quartier de La Genette, porte le nom de Montmirail.